# توکره
توکره (به عربی: توکرة) یک منطقهٔ مسکونی در لیبی است که در بنغازی واقع شده‌است. توکره ۲۳٬۱۶۴ نفر جمعیت دارد و ۱۴ متر بالاتر از سطح دریا واقع شده‌است.